# Peter Thullen
Peter Thullen (Trèveris, 27 d'agost de 1907 - Lonay, 24 de juny de 1996) va ser un matemàtic equatorià d'origen alemany que va treballar a l'Organització Internacional del Treball i per diversos governs en matèria de seguretat social.

## Vida
Peter Thullen va iniciar la seva carrera en matemàtiques pures a la Universitat de Münster, sota la direcció de Heinrich Behnke amb qui va escriure un tractat clàssic sobre funcions de més d'una variable complexa (1934). Va obtenir el seu doctorat l'any 1931 amb només 23 anys. A Münster va conèixer Henri Cartan amb qui va mantenir una estreta amistat que va durar fins a la fi dels seus dies.
Peter Thullen, que era un membre destacat de la Joventut Obrera Catòlica i, per tant, un fervent anti-nazi, va aprofitar un viatge a Roma l'octubre de 1933 en una visita al prestigiós geòmetra Francesco Severi, per a no tornar al seu país, Alemanya, en el que totes les organitzacions juvenils, com la seva, havien estat fusionades en les Joventuts Hitlerianes amb les que no tenia cap punt en comú.
Gràcies a la intervenció de Richard Courant, va marxar a Quito (Equador), on va ser professor a l'Escola Politècnica, a la Universitat Central i a l'Escola d'Enginyers Militars. Des de 1938 va ser el director del Departament de Matemàtica Actuarial de la Caja de la Seguridad Social i del Instituto Nacional de Previsión Social de l'Equador. En aquest país van néixer els seus fills i ell en va adoptar la nacionalitat. En aquesta època, Thullen va canviar la seva orientació vers les matemàtiques pures per les matemàtiques aplicades, en el seu cas l'estadística i el càlcul actuarial.
Però el 1947 es va enfrontar amb el president (dictador, segons altres) Velasco Ibarra refusant el canvi del sistema de pensions que pretenia i algunes actituds corruptes del Director del Instituto. Aleshores va marxar a Colòmbia a on va treballar com actuari per a la Compañía Colombiana de Seguros, mentre assessorava la formació del Instituto Colombiano de Seguros Sociales. El 1949 va passar al Departamento del Seguro Social de Panamà com a cap dels actuaris d'aquesta institució. I l'any 1951 estava fent el mateix al Paraguai sota un encàrrec de l'Organització Internacional del Treball quan va ser cridat a Ginebra, seu central de la OIT, per a fer-se càrrec de la seva Divisió de Seguretat Social.
Un cop jubilat de la OIT va ser professor associat a la Universitat de Zúric i, poc després, professor titular a la Universitat de Friburg (Suïssa). Cap dels seus intents de retornar a la universitat alemany va reeixir.
El 1988 va escriure unes notes autobiogràfiques, basades en els seus diaris de l'època nazi, destinades als seus fills i que van ser publicades l'any 2000 per la revista Exil.

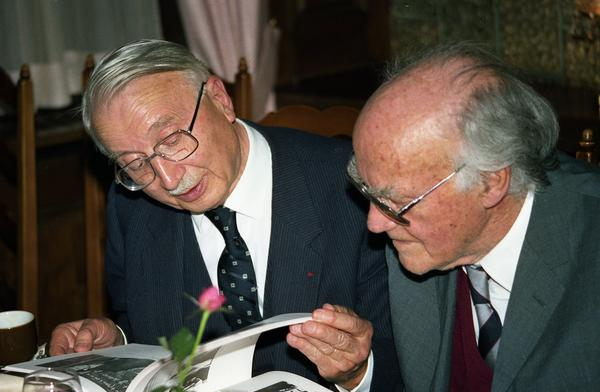
Peter Thullen (dreta) i Henri Cartan el 1987 a la Universitat de Friburg amb motiu del 80é aniversari del primer. Foto: Oberwolfach Photo Collection.

## Obres
- Zur Theorie der Singularitäten der Funktionen mehrerer komplexen Veränderlichen: Das Konvergenzproblem der Regularitätshüllen 1932 amb Henri Cartan
- Maximalteiler und Regularitätshüllen 1933 amb Heinrich Behnke
- Über die Verallgemeinerung des Weierstraßschen Produktsatzes 1934 amb Heinrich Behnke
- Theorie der Funktionen mehrerer Komplexer Veranderlichen 1934 (3 volums) amb Heinrich Behnke
- El régimen de los salarios mínimos en el Paraguay 1952
- Sobre la comparabilidad de tasas de morbilidad y de sus componentes 1961
- Métodos estadísticos y análisis de costos en la seguridad social 1992
- Introducción a las matemáticas del Seguro Social de pensiones bajo condiciones dinámicas 1992
- Técnicas actuariales de la Seguridad Social: Regímenes de las pensiones de invalidez, de vejez y de sobrevivientes 1995